# 10ª Mostra internazionale d'arte cinematografica di Venezia (1949)
La 10ª edizione della Mostra internazionale d'arte cinematografica di Venezia si è svolta a Venezia, Italia, dall'11 agosto al 1º settembre del 1949. Il direttore è Antonio Petrucci, Elio Zorzi è costretto alle dimissioni. La Mostra torna definitivamente al Palazzo del Cinema al Lido.
Il premio al miglior film viene denominato "Leone di San Marco" (al posto di Gran Premio Internazionale di Venezia): manterrà questa denominazione fino al 1953, quando diventerà definitivamente Leone d'oro.

## Giurie

### Giuria
- Mario Gromo (presidente)
- Ermanno Contini
- Emilio Lavagnino
- Giannino Marescalchi
- Aldo Palazzeschi
- Piero Regnoli
- Gian Luigi Rondi
- Gino Visentini
- Cesare Zavattini

### Giuria della Mostra del Film per Ragazzi
- Giulio Lo Savio (presidente)
- Mario Verdone
- Giulio Cesare Pradella
- Giovanni Gambarin
- Domenico Caligo

### Giuria delle sezioni speciali
- Ermanno Contini (presidente)
- Giulio Pavanini
- Angelo Spanio
- Mario Mozzetti
- Bruno Saetti
- Ferdinando Forlati
- Carlo Scarpa
- Agostino Zanon Del Bo
- Guido Bianchini
- Guido Monticelli
- Carlo Adorno
- Gaetano Carancini
- Giovanni De Piante

## Film in concorso

### Argentina
- Apenas un delincuente, regia di Hugo Fregonese

### Austria
- Profondità misteriose (Geheimnisvolle Tiefe), regia di Georg Wilhelm Pabst
- Zehn Jahre später, regia di Harald Reinl (cortometraggio)

### Belgio
- L'Équateur aux cent visages, regia di André Cauvin

### Canada
- Un homme et son péché, regia di Paul Gury

### Danimarca
- Hvor vejene modes, regia di Hagen Hasselbach (cortometraggio)

### Francia
- Il paese senza dio (Le Sorcier du ciel), regia di Marcel Blistène
- Au royaume des cieux, regia di Julien Duvivier
- Giorno di festa (Jour de fête), regia di Jacques Tati
- Manon, regia di Henri-Georges Clouzot
- 1848, regia di Victoria Mercanton e Marguerite de la Mure (cortometraggio)
- Evangile de la pierre, regia di André Bureau (cortometraggio)
- Les Gisants, regia di Jean-François Noël (cortometraggio)
- Terre des glaces, regia di Jean-Jacques Lauguepin (cortometraggio)
- Troubadour de la joie, regia di Omar Boucquey (cortometraggio)

### Germania Ovest
- Mädchen hinter Gittern, regia di Alfred Braun
- Ballata berlinese (Berliner Ballade), regia di Robert A. Stemmle
- Im Hafen Duisburg-Ruhrort, regia di Clarissa Patrix (cortometraggio)
- Asylrecht. Report on the Refugee Situation January 1949, regia di Rudolf W. Kipp (cortometraggio)

### India
- Meera, regia di Ellis Dungan

### Israele
- Ein Breira, regia di Joseph Lejtes

### Italia
- Il mulino del Po, regia di Alberto Lattuada
- I fratelli dinamite, regia di Nino Pagot e Paolo Gaudenzi
- La passione secondo San Matteo, regia di Ernst Marischka
- Patto col Diavolo, regia di Luigi Chiarini
- La fiamma che non si spegne, regia di Vittorio Cottafavi
- Cielo sulla palude, regia di Augusto Genina

### Jugoslavia
- Sofka, regia di Rados Novakovic
- Za bolju zetvu, regia di Miroslav Pejic (cortometraggio)

### Messico
- La malquerida, colei che non si deve amare (La malquerida), regia di Emilio Fernández

### Paesi Bassi
- Parlenvinkers, regia di Ytzen Brusse (cortometraggio)

### ONU
- Con gli occhi del ricordo (Aux yeux du souvenir), regia di Jean Delannoy
- Les Feux de la mer, regia di Jean Epstein

### Polonia
- Dom na pustkowiu, regia di Jan Rybkowski
- Bískupin, regia di Jerzy Stefanowski (cortometraggio)
- Pastwiska, regia di Stanislaw Mozdzenski (cortometraggio)

### Regno Unito
- Incantesimo nei mari del sud (The Blue Lagoon), regia di Frank Launder
- The Fool and the Princess, regia di William C. Hammond
- The Last Days of Dolwyn, regia di Emlyn Williams e Russell Lloyd
- Sangue blu (Kind Hearts and Coronets), regia di Robert Hamer
- L'inafferrabile Primula Rossa (The Elusive Pimpernel), regia di Michael Powell e Emeric Pressburger
- Kiellands Forceps (cortometraggio)
- Peaceful Years, regia di Peter Baylis (cortometraggio)
- Story of Ulster, regia di David Villiers (cortometraggio)
- The Lion, regia di Bert Felstead (cortometraggio)

### Stati Uniti d'America
- La fossa dei serpenti (The Snake Pit), regia di Anatole Litvak
- I tre caballeros (The Three Caballeros), regia di Walt Disney
- L'escluso (The Quiet One), regia di Sidney Mayers
- Il grande campione (Champion), regia di Mark Robson
- Johnny Belinda (Johnny Belinda), regia di Jean Negulesco
- La vita a passo di danza (Look for the Silver Lining), regia di David Butler
- Il ritratto di Jennie (Portrait of Jennie), regia di William Dieterle
- Forgotten Village, regia di Herbert Kline

### Sudafrica
- Glimpses of South Africa (cortometraggio)
- Light in Darkness (cortometraggio)

### Svezia
- Eva, regia di Gustaf Molander

### Svizzera
- Houles célestes, regia di Martin Rikli (cortometraggio)
- Vieux Bern (cortometraggio)

## Sezioni speciali
Fanno parte di questa sezione i documentari, i cortometraggi, i film scientifici ecc.

## 1º Festival Internazionale Film per Ragazzi
- La tragedia del capitano Scott (Scott of the Antarctic), regia di Charles Frend

## Premi

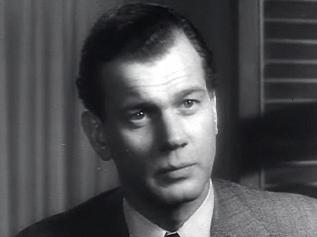
Joseph Cotten, Coppa Volpi 1949

- Leone d'oro (Leone di San Marco) al miglior film: Manon di Henri-Georges Clouzot
- Coppa Volpi al miglior attore: Joseph Cotten per Il ritratto di Jennie
- Coppa Volpi alla miglior attrice: Olivia de Havilland per La fossa dei serpenti
- Premio Presidenza del Consiglio per il Miglior Film Italiano: Cielo sulla palude di Augusto Genina